# Ixodes baergi

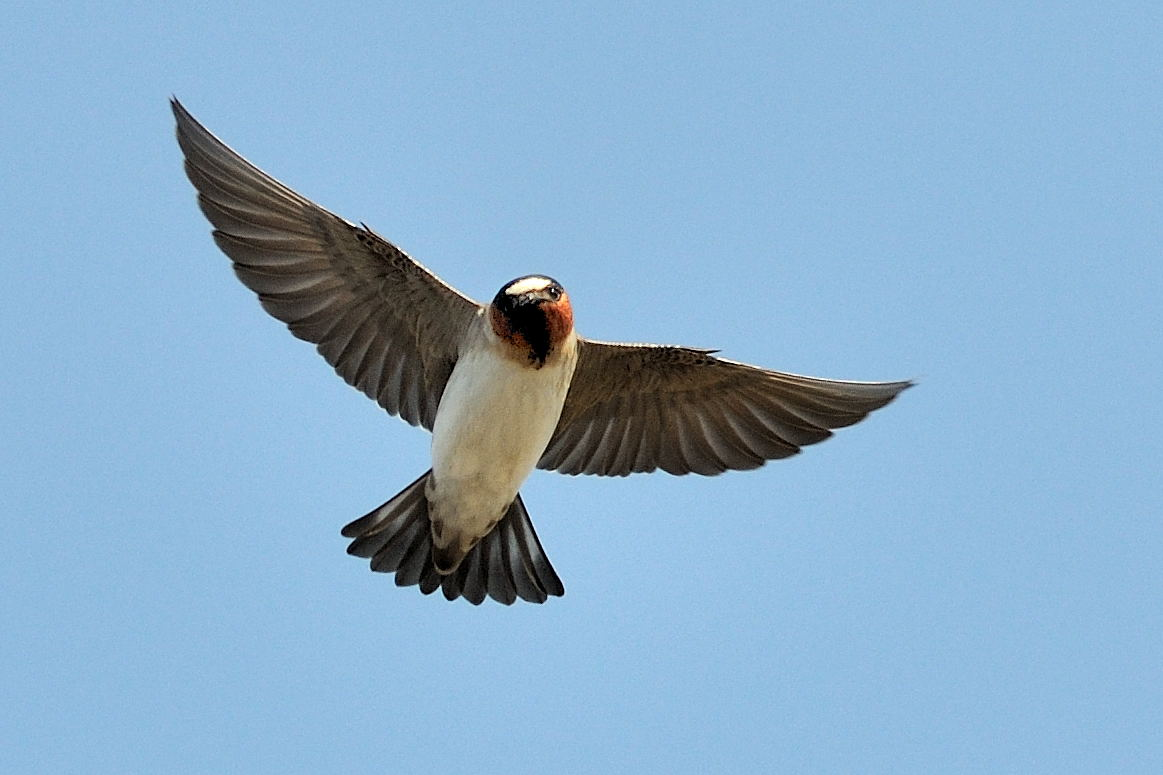
Основной вид-хозяин: скалистые ласточки (Petrochelidon pyrrhonota), на котором паразитируют клещи Ixodes baergi.

Ixodes baergi  (лат.) — вид клещей рода Ixodes из семейства Ixodidae. Северная Америка. Паразитируют на птицах: среди хозяев скалистые ласточки (Petrochelidon pyrrhonota). Вид был впервые описан в 1942 году американским паразитологом Гленом Милтоном Колсом (Glen Milton Kohls, 1905-1986) с соавторами.

## Распространение
Северная Америка: США, в штатах Арканзас, Колорадо, Техас, Иллинойс.